# Флаг муниципального округа Бибирево
Флаг муниципального округа Би́бирево в Северо-Восточном административном округе города Москвы Российской Федерации — опознавательно-правовой знак, служащий официальным символом муниципального образования.
Первоначально данный флаг был утверждён 14 сентября 2004 года как флаг муниципального образования Бибирево.
Законом города Москвы от 11 апреля 2012 года № 11, муниципальное образование Бибирево было преобразовано в муниципальный округ Бибирево.
Решением Совета депутатов муниципального округа Бибирево от 22 мая 2018 года № 5/2 этот флаг был утверждён флагом муниципального округа Бибирево.
Флаг внесён в Государственный геральдический регистр Российской Федерации с присвоением регистрационного номера 12419.

## Описание
«Прямоугольное двухстороннее полотнище с отношением ширины к длине 2:3, воспроизводящее композицию герба муниципального округа Бибирево.
Полотнище флага состоит из нижней, прилежащей к древку, красной части и равновеликой ей верхней голубой части, разделённых из верхнего, прилежащего к древку, угла полотнища белой диагональной полосой, ширина которой составляет 1/6 длины (1/4 ширины) полотнища.
На белой полосе, равномерно вдоль диагонали полотнища, помещены изображения пяти зелёных трилистников. Габаритные размеры изображения одного трилистника составляют 2/15 длины и 1/5 ширины полотнища.
В нижнем, прилежащем к древку, углу полотнища помещено изображение жёлтой чаши, габаритные размеры которой составляют 5/24 длины и 1/4 ширины полотнища. Центр изображения чаши находится на расстоянии 1/6 длины полотнища от бокового края полотнища, прилежащего к древку, и на расстоянии 1/4 ширины полотнища от нижнего края полотнища.
В верхнем, противолежащем от древка, углу полотнища помещено изображение идущего на задних лапах жёлтого бобра, габаритные размеры которого составляют 5/24 длины и 5/16 ширины полотнища. Центр изображения бобра находится на расстоянии 1/6 длины полотнища от бокового края полотнища, противолежащего от древка, и на расстоянии 1/4 ширины полотнища от верхнего края полотнища».
Решением Совета депутатов муниципального округа Бибирево от 20 декабря 2018 года № 13/4 решение от 22 мая 2018 года № 5/2 было признано утратившим силу и было утверждено новое описание флага округа:
«Прямоугольное двухстороннее полотнище с отношением ширины к длине 2:3, воспроизводящее фигуры из герба муниципального округа Бибирево, выполненные зелёным, красным, синим, белым и жёлтым цветом».

## Обоснование символики
Белая диагональная полоса с пятью зелёными трилистниками символизирует три села и две деревни, исторически располагавшиеся на месте муниципального образования Бибирево, а сама белая полоса — речки Чермянку и Ольшанку.
Жёлтый бобёр в голубом поле напоминает о старинной плотине XVII века и кожевенном заводе XIX века, а также о водившихся в здешних речках бобрах, от которых, возможно, и произошло название Бибирево (Биберово).
Жёлтая чаша символизирует кустарный промысел местных жителей, а также незаменимый предмет для совершения церковных таинств (Крещение, Евхаристия); говорит о том, что этими землями до 1764 года владел кремлёвский Вознесенский монастырь, а также напоминает о чудесном избавлении жителей села Бибирево от холеры и в благодарность за это освящённом в 1894 году храме Преподобного Сергия Радонежского.
Красное поле символизирует кирпичный завод XIX столетия.
Примененные во флаге цвета символизируют:
синий цвет — символ мира, искренности, чести, славы, преданности, истины и добродетели;
зелёный цвет — символ жизни, молодости, природы, роста;
красный цвет — символ труда, мужества, жизнеутверждающей силы, красоты и праздника;
белый цвет (серебро) — символ чистоты, невинности, верности, надежности и доброты;
жёлтый цвет (золото) — символ высшей ценности, величия, солнечного света, богатства, урожая.